# Portret kobiety z maszynką do kawy
Portret kobiety z maszynką do kawy (fr. La Femme à la cafetière) – obraz Paula Cézanne’a, namalowany w 1895 r. Obecnie znajduje się w Musée d’Orsay w Paryżu.
Kompozycja obrazu ma charakter wertykalny, co podkreśla nawet pionowe ułożenie łyżeczki. Kobieta została przedstawiona w pozycji siedzącej, ułożenie jej rąk i prosta sukienka nadają obrazowi monumentalny charakter.